# Синь (Хорватия)
Синь (хорв. Sinj [sîːɲ], итал. Signo, Sign, Signa, нем. Zein) — город в Хорватии, в южной части страны, в жупании Сплит-Далмация. Население — 11.608 человек (2021).

## География
Синь расположен в гористой местности к северу от далматинского побережья. Ближайшие города — Сплит (25 км к югу), Книн (65 км к северо-западу). В 10 километрах к северо-востоку проходит граница с Боснией и Герцеговиной.
В 5 километрах от города протекает река Цетина. Синь — крупнейший город плодородной долины верхней Цетины, известной также как Синьско Поле или Цетинска Краина. Со всех сторон долину окружают горы, наиболее высокие из которых находятся на Динаре — хребте к северо-востоку от Синя, по которому проходит граница с Боснией.

## Население
По состоянию на 2021 год население города Синь составляет — 11.608 человек, а общины — 23.452.
| Год  | Население | Источник |
| ---- | --------- | -------- |
| 2001 | 11.468    | [ 2 ]    |
| 2011 | 11.478    | [ 3 ]    |
| 2021 | 11.608    | [ 1 ]    |

## История
На месте современного Синя располагалось поселение иллирийцев Осини, ставшее затем римским фортом. В окрестностях города сохранились остатки нескольких римских крепостей вдоль Цетины.
Впервые под именем Синь город упомянут в 1402 году. Вплоть до турецкого нашествия в XVI веке город принадлежал хорватским князьям — с конца XIII века — Зринским, — с середины XIV века — Нелипичам. Турки, после завоевания города в 1530 году, построили здесь крепость. В 1686 году, после того, как эти земли перешли к Венеции, в Сине был построен венецианский форт Камичац. В это же время Синь приобретает известность, как паломнический центр. Паломники посещали церковь Богоматери Синьской, где хранится икона «Чёрной Богородицы», по преданию, привезённая из Рима в XV столетии. В августе 1715 года в ходе Второй Морейской войны Синь успешно выдержал массированную турецкую осаду. 
После Венского конгресса 1815 г. и до 1918 г. город входил в состав австрийской монархии. Город являлся цетром одноименного округа, один из 13 Bezirkshauptmannschaften(рус. Районная администрация) в Королевстве Далмация.

## Достопримечательности и фестивали
- Францисканский монастырь и монастырская церковь Богоматери Синьской. Первые упоминания о церкви относятся к XV веку. Тогда же, по преданию, в церковь была перевезена почитаемая икона Девы Марии, известная как «Чёрная Богородица».

- Фольклорный праздник Синьска Алка. Праздник проводится ежегодно с 1715 года в первое воскресенье августа в честь победы над турками. Центральным элементом праздника является соревнование конников, одетых в национальные костюмы. Участники пытаются на полном ходу попасть копьём в центр маленького дверного кольца, называющегося «алка». Фольклорный праздник ежегодно привлекает в город большое число гостей.

## Города-побратимы
Вуковар, Хорватия
Шибеник, Хорватия
Барбан, Хорватия
Джяково, Хорватия
Трогир, Хорватия
Монтемарчано, Италия
Сансеполькро, Италия
Прозор-Рама, Босния и Герцеговина